# 1988 DA5
1988 DA5 är en asteroid i huvudbältet som upptäcktes den 25 februari 1988 av den australiensiske astronomen Robert H. McNaught vid Siding Spring-observatoriet.
Asteroiden har en diameter på ungefär 13 kilometer.